# El Lute, marche ou crève
Pour les articles homonymes, voir Marche ou crève.
Série
Demain, je serai libre
(1988)
Pour plus de détails, voir Fiche technique et Distribution.
El Lute, marche ou crève (El Lute (camina o revienta)) est un film de Vicente Aranda sorti en 1987, avec Victoria Abril et Antonio Valero (es).
Une suite sort l'année suivante intitulée Demain, je serai libre.

## Synopsis
En 1960, une famille nomade de potiers vivant dans la précarité parcourt l'Estrémadure. La vie dure qu'ils mènent entraîne la mort de la mère. Le fils, Eleuterio Sánchez, "El Lute", vole des poulets et est condamné à six mois de prison. Des années plus tard, en 1965, après l'assaut d'une bijouterie de la rue Bravo Murillo à Madrid, dans lequel le vigile meurt, il est jugé et condamné à mort. Bien que la peine soit commuée en réclusion à perpétuité, "El Lute" profite d'un transfert pour s'évader. À partir de ce moment, il est persécuté par la Garde civile

## Fiche technique
- Titre : El Lute, marche ou crève
- Titre original : El Lute (camina o revienta)
- Réalisation : Vicente Aranda
- Scénario : Vicente Aranda et Joaquim Jordà, d'après une œuvre autobiographique de Eleuterio Sánchez
- Photographie : José Luis Alcaine, Alfredo Mayo
- Montage : Teresa Font
- Musique : José Nieto
- Sociétés de production : MGC Producciones Cinematográficas y Audiovisuales, Multivideo, Televisión Española (TVE)
- Pays d'origine :  Espagne
- Langue : espagnol
- Format : Couleur - Stereo
- Durée : 123 minutes
- Date de sortie :
  - Espagne : 19 septembre 1987 (Festival international du film de Saint-Sébastien)

## Distribution
- Imanol Arias : Eleuterio Sánchez, 'El Lute'
- Victoria Abril : Chelo
- Antonio Valero : Raimundo Medrano
- Carlos Tristancho : Juan José Agudo
- Diana Peñalver : Esperanza
- Margarita Calahorra : la mère de Chelo
- Raúl Fraire
- Manuel de Blas
- Luis Marín

## Distinctions

### Récompenses
- Festival international du film de San Sebastián 1987 :
  - Meilleure actrice (Victoria Abril)
  - Meilleur acteur (Imanol Arias)
- Festival du film policier de Cognac 1988 : prix spécial du jury

### Nominations
- 2e cérémonie des Goyas : meilleur film, meilleur réalisateur, meilleur acteur pour Imanol Arias, meilleure actrice pour Victoria Abril